# Hasan Piker

Piker auf der Politicon 2018

Hasan Piker (* 25. Juli 1991 in New Brunswick, New Jersey), auch bekannt unter dem Namen HasanAbi, ist ein US-amerikanischer Webvideoproduzent, der unter anderem auf der Streamingplattform Twitch als politischer Kommentator aktiv ist. Zuvor war er unter anderem als Produzent für die im Internet veröffentlichte Talksendung The Young Turks und als Kolumnist für die Huffpost tätig.
Piker lässt sich politisch dem linken Spektrum zuordnen und gehört zu den gegenwärtig erfolgreichsten Produzenten auf der Plattform Twitch.

## Leben und Karriere
Piker wurde in New Brunswick, New Jersey, als Sohn türkischer Einwanderer geboren und wuchs unter anderem in Istanbul auf. Pikers Vater, Mehmet Behçet Piker, ist ehemaliger Manager der Fortune 500 Company Sabancı Holding. Er studierte Politik- und Kommunikationswissenschaften an der University of Miami und an der Rutgers University und schloss das Studium 2013 ab.
2013 wurde er während seines Studiums Praktikant bei The Young Turks (TYT), einem Medien-Netzwerk, das von seinem Onkel Cenk Uygur mitbegründet wurde. Im März 2018 begann er die Streaming-Plattform Twitch zu nutzen und verfolge dort seine weitere Karriere, nachdem er TYT verlassen hatte. Seine Streams umfassten politische Kommentare und Gaming. 2020 wurde er der meistgesehene Streamer auf Twitch, nachdem er ausführlich zur Präsidentschaftswahl kommentierte.

## Kritik

### Äußerungen zum 11. September
Während seines Streams am 21. August 2019 kritisierte Piker den US-Abgeordneten Dan Crenshaw für dessen Unterstützung des militärischen Interventionismus der USA in Übersee. Crenshaw ist Veteran der U.S. Navy, hat in Afghanistan gedient und wurde dort verwundet. Piker äußerte sich über ihn wie folgt:

“What the fuck is wrong with this dude? Didn’t he go to war and like literally lose his eye because some mujahideen, a brave fucking soldier fucked his eye hole with their dick?”

„Was zum Teufel ist los mit diesem Kerl? Ist er nicht in den Krieg gezogen und hat buchstäblich sein Auge verloren, weil irgendein Mudschaheddin, ein tapferer Soldat, sein Augenloch mit seinem Schwanz gefickt hat?“

Im selben Stream kritisierte Piker die amerikanische Außenpolitik und machte kontroverse Kommentare in Bezug auf die Anschläge vom 11. September, darunter „Fuck it, I'm saying it, America deserved 9/11, dude.“ (Kotaku.com, deutsch: „Verdammt noch mal, ich sage es: Amerika hat 11. September verdient, Alter.“) Seine Aussagen sorgten für Empörung in den sozialen Medien und wurden von Fox News und verschiedenen anderen Medien aufgegriffen. Crenshaw sagte, dass Pikers Kommentare eine „widerliche Verteidigung der 9/11-Terroranschläge gegen Amerikaner“ seien. Der Moderator von The Young Turks und Pikers Onkel Cenk Uygur bezeichnete sie als "sehr beleidigend" und lud Piker ein, bei The Young Turks aufzutreten und sich zu entschuldigen. Piker verteidigte seine Kommentare als satirisch, räumte aber ein, dass er eine präzisere Sprache hätte verwenden sollen. Twitch sperrte ihn wegen der Kommentare zu Crenshaw und 9/11 für eine Woche.

### Äußerungen zum Gaza-Krieg
Piker wird unter anderem dafür kritisiert, einen 19-jährigen Houthi-Sympathisanten interviewt zu haben. Während des Krieges zeigte er Sympathien mit einigen Gruppen, die Israel angriffen.

### Vorwurf der Scheinheiligkeit
Im August 2021 kaufte Piker ein 2,7-Millionen-Dollar-Haus in West Hollywood. Der Kauf wurde sowohl von Kommentatoren des amerikanischen konservativen Spektrums als auch von Usern kritisiert, die der Meinung waren, dass sein Lebensstil im Widerspruch zu seinen Ansichten als Sozialist zu stehen schien. Pikers Handeln wurde jedoch auch verteidigt: Sozialist zu sein heiße nicht automatisch, dass man ein Armutsgelübde abgelegt hätte und nachdem Piker im Gegensatz zu vielen anderen populären Streamern auf Twitch Abstand vor moralisch verwerflicheren Einnahmequellen wie etwa Glücksspiel hielt, sei nichts dagegen einzuwenden, dass er sich von seinem Einkommen ein Haus kaufe, das für seine Familie Wohnort und für ihn sein Arbeitsplatz sei. Der Reichtum Pikers (der dennoch im Kontext der Grundstückspreise in Los Angeles gesehen werden müsse) sei in keiner Weise mit dem Vermögen von Milliardären wie Jeff Bezos zu vergleichen. Ähnliche Kritik wurde im Februar 2022 geäußert, nachdem bekannt wurde, dass Piker einen Porsche Taycan im Wert von 200.000 $ gekauft hatte. Piker wurde auch nach einem groß angelegten Informationsleck von Twitch kritisiert, das Pikers monatliche Finanzeinnahmen enthielt. Er reagierte darauf, indem er erklärte, dass seine Einnahmen immer transparent gewesen seien, da seine Abonnentenzahl ständig prominent auf dem Bildschirm angezeigt wurde.

### Rassismus
Am 13. Dezember 2021 wurde Piker für eine Woche von Twitch gebannt, da er im Stream wiederholt das rassistische Pejorativum „Cracker“ verwendet hatte. Dieser Begriff sei erniedrigend gegen Weiße gerichtet, da er historisch gesehen in Bezug auf arme, landlose Weiße der ländlichen Südstaaten der USA verwendet wurde. Piker argumentierte, dass der Begriff nicht als Verunglimpfung angesehen werden sollte, da die Person, die ihn verwendet, „machtlos“ sei und „es als jemand tut, der historisch unterdrückt wurde, um Dampf abzulassen“. Er behauptete weiter, dass „Cracker“ keine Verunglimpfung im gleichen Sinne wie andere rassistische Bezeichnungen sei. Piker meinte: „Das ist etwas, worüber ich so oft gesprochen habe, weil weiße Jungs so gerne sagen: ‚Cracker ist das Gleiche wie das N-Wort‘, das ist wirklich dumm. Die Etymologie des Wortes ist anders. … Es kommt von ‚Peitschenknaller‘. Die Macht liegt in dieser Situation also immer noch in den Händen der weißen Person, während das N-Wort entmenschlichend ist.“ Die genaue Geschichte und Etymologie des Wortes ist jedoch noch immer umstritten.
Antisemitismus
Wiederholt wurden Kommentare von Piker als antisemitisch und antiisraelisch kritisiert. Nach seinen Äußerungen zu den militärischen Auseinandersetzungen nach dem Terrorangriff der Hamas auf Israel im Jahr 2023 kritisierte der Abgeordnete Ritchie Torres aus New York, Piker verbreite „antisemitische und antiamerikanische Propaganda“. Ebenso wurde dem Streamer von der Anti-Defamation League und anderen Stellen vorgeworfen, den Terrorangriff der Hamas zu relativieren und Gräueltaten wie die Vergewaltigung israelischer Frauen zu leugnen sowie den Hisbollah-Führer Hassan Nasrallah als „ziemlich brillante Person“ zu feiern. Piker selbst leugnet antisemitische Tendenzen, bezeichnet sich aber als „anti-zionistisch“.

## Probleme mit der Grenzschutzbehörde
Am 11. Mai 2025 bekam Piker bei der Einreise in die USA Probleme mit der Grenzschutzbehörde am Chicago O’Hare International Airport. Er wurde kurzzeitig verhaftet und verhört. Nach eigenen Angaben Pikers soll ihm die Behörde detaillierte Fragen zu seinen Ansichten über Donald Trump, Israel, die Huthi-Rebellen, die Hamas und seine Twitch-Sperren gestellt haben. Er selbst glaubt, dass er aufgrund seiner politischen Ansichten festgenommen wurde und dass seine Festnahme Teil einer Einschüchterungstaktik der Trump-Regierung sei, um politische Oppositionelle und andere unliebsame Personen zum Schweigen zu bringen. Das Heimatschutzministerium erklärte, es habe sich um eine „Routinekontrolle“ gehandelt, der jeder Reisende unterzogen werden könne.

## Auszeichnungen und Nominierungen
| Preis                   | Jahr | Kategorie                   | Nominiertes Werk | Ergebnis  | Belege        |
| ----------------------- | ---- | --------------------------- | ---------------- | --------- | ------------- |
| Shorty Awards           | 2018 | Web Series                  | The Breakdown    | Nominiert | [ 36 ]        |
| Webby Awards            | 2018 | News & Information          | The Breakdown    | Nominiert | [ 37 ]        |
| theScore esports Awards | 2020 | Like & Subscribe            | HasanAbi         | Gewonnen  | [ 38 ]        |
| The Streamer Awards     | 2021 | Best Just Chatting Streamer | HasanAbi         | Nominiert | [ 39 ]        |
| The Streamer Awards     | 2022 | Streamer of the Year        | HasanAbi         | Nominiert | [ 40 ]        |
| The Streamer Awards     | 2022 | Best Just Chatting Streamer | HasanAbi         | Gewonnen  | [ 40 ]        |
| The Streamer Awards     | 2023 | Best Just Chatting Streamer | HasanAbi         | Nominiert | [ 41 ]        |
| The Streamer Awards     | 2024 | Best Just Chatting Streamer | HasanAbi         | Nominiert | [ 42 ] [ 43 ] |
| Streamy Awards          | 2020 | News                        | HasanAbi         | Gewonnen  | [ 44 ]        |
| Streamy Awards          | 2021 | News                        | HasanAbi         | Nominiert | [ 45 ]        |
| Streamy Awards          | 2022 | Streamer of the Year        | HasanAbi         | Nominiert | [ 46 ]        |
| Streamy Awards          | 2022 | Just Chatting               | HasanAbi         | Nominiert | [ 46 ]        |
| Streamy Awards          | 2022 | News                        | HasanAbi         | Gewonnen  | [ 46 ]        |
| Streamy Awards          | 2023 | News                        | HasanAbi         | Gewonnen  | [ 47 ]        |
| Streamy Awards          | 2023 | Streamer of the Year        | HasanAbi         | Nominiert | [ 48 ]        |
| Streamy Awards          | 2023 | Just Chatting               | HasanAbi         | Nominiert | [ 48 ]        |